# Lois en économie
Les lois en économie sont l'ensemble des propositions établissant ou décrivant des relations ou mécanismes entre des variables en science économique. Elles sont au cœur de l'enseignement de l'économie et font l'objet d'interrogations épistémologiques.

## Histoire

### Genèse et recherche de lois
La science économique, avant de se former comme une discipline académique, est un objet d'enquête pour des penseurs, majoritairement philosophes. Sur le modèle des sciences physiques et des lois physiques, ils cherchent à déceler des mécanismes immuables. La physique et ses lois sont une source d'inspiration directe pour les économistes. La loi universelle de la gravitation fait l'objet d'admiration et plusieurs économistes cherchent à la répliquer.
Cette recherche exige la découverte de constantes ou de tendances uniformes. Plusieurs mécanismes, qui paraissent avoir la force de lois, universelles et absolues, sont théorisées ou formalisées dans les décennies qui suivent. Les premiers économistes modernes, les physiocrates,  considèrent que les lois de l'économie sont « fidèlement copiées d'après la nature ». Ainsi de la loi de Say, dont l'auteur, Jean-Baptiste Say, considère l'économie comme ayant vocation à être aussi précise que la physique. Il en va aussi de la loi de la gravitation économique d'Adam Smith. Charles Gide réfléchit à une « loi économique naturelle » qu'aurait découvert Frédéric Bastiat. Georg Wilhelm Friedrich Hegel écrit ainsi dans les Principes de la philosophie du droit que l'économie est « une science qui fait honneur à la pensée, parce qu'elle découvre des lois qui régissent une masse d'évènements contingents ». David Ricardo, enfin, écrit que « déterminer les lois qui régissent la répartition est le problème central en économie politique ».

### Des lois aux mécanismes
Le XIXe et le XXe siècle voient le concept de loi en économie être discuté. Karl Menger soutient une position inverse, issue du monisme méthodologique, selon laquelle des lois peuvent être dégagées en économie, quand bien même il s'agit d'une science sociale, au même titre que dans les sciences dures. John Maynard Keynes définit la science de l'économie positive comme la discipline « qui s'attache à ce qui est, et qui cherche à déterminer des lois économiques ». Il souligne toutefois que les comportements économiques sont souvent trop erratiques pour être déterminés par des lois. 
Toutefois, ces positions sont peu à peu critiquées par d'autres économistes. La critique est d'abord marxiste ; Karl Marx soutient qu'il n'y a pas de loi en économie, et que « en économie politique, la loi est déterminée par son contraire, à savoir l'absence de lois. La véritable loi de l'économie politique, c'est le hasard ». Mark Blaug écrit dans Economica que « l’histoire de l’économie abonde en lois économiques proclamées en majuscules : la Loi de Gresham, la Loi de Say [...] Le terme de loi a cependant acquis progressivement une consonance quelque peu démodée et les économistes préfèrent aujourd’hui les généralités qui leur sont les plus chères sous la dénomination de "théorèmes" [...] De toutes façons, si, par lois, on entend des relations universelles vérifiées entre des événements ou des catégories d’événements, déduites de conditions initiales testées indépendamment, peu d’économistes modernes revendiqueraient que l’économie ait produit plus d’une ou deux lois ». 
L'expression de « loi de l'économie » est par conséquent utilisé de manière plus lâche, moins rigoureuse, que dans les sciences expérimentales ou exactes. C'est par exemple dans cette perspective que Charles Kindleberger écrit son ouvrage Economic Laws and Economic History. 

## Controverses et débats

### Impossibilité de lois du fait de l'irrationalité des agents
L'existence ou la possibilité d'existence de lois en économie fait l'objet de débats épistémologiques et méthodologiques forts. L'école de pensée économique historiciste soutient qu'il ne peut exister de lois en économie car elle est le fait d'agents qui ne sont pas entièrement rationnels, et qui disposent d'un libre arbitre. Billaudot et Destais écrivent ainsi que « l'économie, à la recherche de lois de la nature, ne rencontre finalement que les lois des hommes ». 

### Nécessité de chercher des lois ou des mécanismes
Certains économistes soutiennent que les économistes doivent continuer de chercher des lois immuables car ces dernières sont les seuls à pouvoir fonder sur une base solide et purement scientifique la science économique. D'autres encore considèrent que le concept de loi doit être rendu plus flexible afin de désigner non pas un rapport universel, absolu et immuable comme un physique, mais un mécanisme. Dans cette optique, Victor Brants soutient qu'il existe des lois de l'économie, mais que si certaines ont un caractère mathématique, d'autres ont un caractère mixte, c'est-à-dire que l'économie étant une science morale et sociale, ces lois-là sont des mécanismes, c'est-à-dire des rapports non universels et non contingents.

### Lois de l'économie et institutions
Jacques Généreux utilise l'expression de lois de l'économie pour désigner l'ensemble des idées reçues sur l'économie, et qui sont érigées en lois universelles alors qu'elles ont été réfutées à plusieurs reprises. L'expression est ainsi connexe de celle des idées zombies de Paul Krugman. Le terme trouve ici une nouvelle acception : la critique du concept de loi de l'économie permet de signifier qu'une grande partie de l'économie est fondée sur des institutions et des lois écrites, et qu'ainsi, le pouvoir politique peut s'opposer à une dynamique économique. Stathis Kouvélakis remarque ainsi que « aucune "loi économique" ne dit qui doit payer (donc comment distribuer) les biens considérés afin de satisfaire les besoins ».